# Hanba (film)
Válečný autorský film Hanba (švédsky 	Skammen) z roku 1968 je po Hodině vlků druhou částí ostrovní trilogie švédského režiséra Bergmana. Bergman zde znovu studuje téma partnerského soužití páru Jana a Evy značně podobného vztahu Johana a Almy z Hodiny vlků; v obou filmech ztvárněnými bergmanovskými herci Sydowem a Ullmannovou.

## Válečný motiv
Film se zabývá především vlivem vleklých válečných utrpení na lidskou psychiku. Podrobnosti konfliktu (státní a ideologická identita válčících stran, celkový frontový vývoj...) nijak nenaznačuje; postavy také vůbec nevyjadřují politické či náboženské preference (kromě pacifismu). Na rozdíl od Hodiny vlků se Jan postupně v páru stává dominantní, protože vlivem válečných hrůz překonává svou přecitlivělost a nalézá sílu pragmaticky reagovat na extrémní podmínky. Eva lpí na svých zásadách a hodnotové orientaci a stává se naprosto neakceschopnou a odevzdanou.
Název filmu se pravděpodobně přímo vztahuje k hodnotící replice Evy: "Někdy si myslím, že je to všechno jen sen. Ale ne můj sen, ale sen někdo jiného, ve kterém ale musím být i já. Až se ten snílek probudí, pocítí hrozivou hanbu."

## Děj
Předváleční profesionální hudebníci Jan a Eva vedou vcelku běžný život daleko od frontové linie na pustém málo obydleném ostrově (Fårö). Jan je přecitlivělý až slabošský a Eva se v podstatě stará o to, aby zvládal běžný život. Eva plánuje pořízení dítěte po válce, čímž chce vyřešit partnerskou krizi.
Ostrov se nečekaně stává středem invaze a cílem masivního leteckého bombardování. Jan a Eva jsou donuceni poskytnout rozhovor nepřátelským propagandistům. Invaze se brzy hroutí, avšak všichni sousedé Jana a Evy jsou zabiti. Obyvatelé ostrova jsou shromážděny na sběrném místě, někteří jsou brutálně mučeni. Hlavní hrdinové jsou vzhledem k nalezení upravené nahrávky vážně podezřelí z kolaborace. Jsou však svévolně osvobozeni vysokým funkcionářem Jacobim, který nahrávku označí za padělek. Jacobi manžele později navštěvuje a dává jim dárky. Jan varuje Evu, že prohlubovat takovéto kontakty je v této nejisté době velmi nebezpečné. Eva však začíná Janem pohrdat a navazuje s postarším Jacobim milostný poměr. Při jedné návštěvě Jacobi Evě daruje značné množství hotovosti neznámého původu a radí ji jak její původ vysvětlit. Během soulože Evy a Jocobiho se nečekaně Jan probouzí a nalezenou hotovost si schovává do kalhot. Několik okamžiků po svém odchodu je Jacobi přiveden ozbrojenci a žádá o vydání hotovosti, čímž si prý může zachránit život (velmi nepravděpodobné). Eva naléhá na Jana, aby peníze vydal, ale ten duchaplně všechno popře. Nervózním ozbrojencům se nedaří hotovost najít, proto vyzvou Jana, aby zapůjčenou pistolí zastřelil Jacobiho. Jan uposlechne a ozbrojenci mu uvěří. Potom chvatně rutině vypálí dům a narychlo odjíždějí.
Po nějakém čase manželé zjistí, že v jejich skleníku se ukrývá neznámý uniformovaný ozbrojený dezertér. Eva se chce o dezertéra starat, ale Jan jej ozbrojuje. Jan vyhánící zběha mizí za obzorem a jsou slyšet výstřely. (co se přesně stalo film nijak neupřesňuje.) Jan se vrací s informací, že za několik dní z válkou zmítaného ostrova odjíždí malý člun, jedním lístkem na člun a má na sobě kvalitní zběhovu obuv. Eva je již ochromena a není schopna se samostatně rozhodovat. Eva a Jan přicházejí ke člunu, Jan za Jacobiho hotovost kupuje lístek pro Evu. Film je zakončen výjevy z plavby člunu po volném moři mezi množstvím plovoucích mrtvol.